# Голяма базилика (Хераклея Линкестис)
Голямата базилика, още Епископсктата базилика или Базилика С (на македонска литературна норма: Голема базилика), е раннохристиянска православна базилика, чиито руини са открити в античния град Хераклея Линкестис, край Битоля, Северна Македония.

## Описание
Голямата базилика е сграда с монументални размери. Помещенията са настлани с мозайки с изключително качество, изработени в техниката opus tessallatum с геометрични, флорални и зооморфни мотиви. Особено интересна е мозайката в нартекса, която с площ от над 100 m2 е шедьовър на раннохристиянското изкуство.